# 빅 원 (영화)
빅 원(The Big One)은 영국에서 제작된 마이클 무어 감독의 1997년 다큐멘터리, 코미디 영화이다. 마이클 무어 등이 주연으로 출연하였고 캐슬린 글린 등이 제작에 참여하였다.

## 출연

### 주연
- 마이클 무어

### 조연
- 로버트 도넌
- 스티브 포브스
- 리처드 주얼
- 게리슨 케일러
- 필 나이트
- 마이크 맥커리
- 릭 닐슨
- 제리 스프링거
- 스터즈 터켈

## 제작진
- 프로듀서: 티아 레신
- 프로듀서: Maria Silver
- 라인프로듀서: 짐 크자르네키
- 라인프로듀서: Dianne Griffin